# Ciudad Obregón
Ciudad Obregón är en stad i nordvästra Mexiko och är belägen i delstaten Sonora. Staden hade cirka 276 000 invånare med totalt 383 000 invånare i hela kommunen år 2009. Kommunens officiella namn är Cajeme, vilket även var stadens namn fram till att det ändrades till Ciudad Obregón 28 juli 1928. 